# Partido de la Izquierda Unida Estonia
La Alianza de Izquierda de Estonia (en estonio: Eestimaa Vasakliit) es un partido político en Estonia. Tiene características socialistas. Es miembro del Partido de la Izquierda Europea.

## Historia
El 28 de junio de 2008, el Partido de la Izquierda Estonia (un partido que comprendía la mayoría de los restos del Partido Comunista de Estonia posterior a 1990) y el Partido de la Constitución (uno de los dos partidos que representan a la minoría rusa en Estonia) se fusionaron para formar el Partido de la Izquierda Unida Estonia (Eestimaa Ühendatud Vasakpartei).

## Ideología
La Alianza de Izquierda "apoya el impuesto progresivo sobre la renta, la tributación de las ganancias corporativas, la introducción del impuesto de sucesiones, garantías sociales adicionales para los desfavorecidos, la introducción de un salario acorde con la responsabilidad para docentes, policías y rescatistas, garantías sociales adicionales y subsidios para estudiantes y familias jóvenes". La Alianza de Izquierda apoya las decisiones de política exterior de Estonia hasta la fecha, incluyendo su pertenencia a la Unión Europea y la OTAN, y el apoyo al pueblo de Ucrania.